# Marita compta
Marita compta é uma espécie de gastrópode do gênero Marita, pertencente à família Mangeliidae.